# Hermannia merxmuelleri
Hermannia merxmuelleri är en malvaväxtart som beskrevs av M. Friedrich. Hermannia merxmuelleri ingår i släktet Hermannia och familjen malvaväxter. Inga underarter finns listade i Catalogue of Life.